# Canto gutural
O canto gutural (ou throat singing) se refere a várias práticas vocais encontradas em diferentes culturas ao redor do mundo. A característica mais comum de tais práticas é a de estarem ligadas a processos fonatórios identificados como voz gutural, que contrastam com a voz mais comumente usada na voz falada e cantada. Um aspecto geralmente associado ao canto gutural é o de produzir a sensação de mais de um tom por vez, ou seja, o ouvinte percebe duas ou mais notas musicais distintas quando o cantor está produzindo uma única vocalização. Esta descrição perceptiva de mais de uma altura tonal também se refere ao chamado canto dos harmônicos (ou canto difônico, na terminologia francesa).
O canto gutural, portanto, consiste em uma ampla gama de técnicas que originalmente pertencem a algumas culturas particulares e que parecem compartilhar algumas características sonoras que as tornam especialmente perceptíveis por outras culturas e usuários dos estilos de canto convencionais. O termo se origina da tradução da palavra tuvaniana / mongol Xhöömei / Xhöömi, que literalmente significa garganta, gutural. Grupos étnicos da Rússia, Mongólia, África do Sul, Canadá, Itália, China e Índia, entre outros, aceitam e normalmente empregam o canto gutural para descrever, em inglês, sua maneira especial de produzir voz e canto.
O termo canto gutural não é preciso, pois qualquer técnica de canto envolve a geração do som na "garganta", ou seja, a voz produzida ao nível da laringe, que inclui as pregas vocais e outras estruturas. Portanto, seria, em princípio, admissível referir-se ao canto lírico clássico ou ao canto pop como "canto gutural", por exemplo. No entanto, o termo garganta não é adotado pela terminologia oficial da anatomia e não está tecnicamente associado à maioria das técnicas de canto.
Muitos autores, performers, treinadores e ouvintes associam o canto gutural ao canto harmônico . Canto de garganta e canto harmônico certamente não são sinônimos, mas, em alguns casos, ambos os aspectos podem estar claramente presentes, como na técnica khargyraa de Tuva, com uma voz muito profunda e forçada e com rica manipulação de tons harmônicos.
O termo voz gutural é usada em outros contextos, como no Rock e na fonética para se referir a determinados fonemas. No Rock, se utiliza muito o termo vocal gutural para o estilo, que inclui diversas técnicas. A palavra "gutural", como qualidade vocal, costuma estar associada a uma voz áspera, forçosa, rouca, soprosa ou rouca.
As técnicas de canto gutural podem ser classificadas em (1) uma abordagem etnomusicológica : considerando os vários aspectos culturais, a associação a rituais, práticas religiosas, contação de histórias, canções de trabalho, jogos vocais e outros contextos; (2) uma abordagem musical: considerando seu uso artístico, os princípios acústicos básicos e os procedimentos fisiológicos e mecânicos para aprendê-los, treiná-los e produzi-los.
Há uma aceitação internacional consistente e entusiástica de concertos e workshops ministrados por grupos musicais pertencentes às diversas culturas que incorporam o canto gutural. Além das apresentações étnicas tradicionais, o canto gutural também é cultivado e explorado por numerosos músicos pertencentes aps movimentos contemporâneo, rock, new age, pop, independente, dentre outros. O mais relevante músico de rock e do gênero contemporâneo que utilizou técnicas de canto gutural no século XX foi o artista greco-italiano Demetrio Stratos.

## Tipos de canto gutural
Os tipos de técnicas de canto gutural mais referidos, presentes em textos musicológicos e etnomusicológicos, estão geralmente associados a culturas tradicionais:
Em termos musicalmente relacionados, o canto gutural se refere, entre outras, às seguintes técnicas específicas:
- Canto difônico, também conhecido como canto do harmônicos. Este é o estilo de canto mais comumente associado ao canto gutural,[13][14][15] embora não sejam termos sinônimos. Nem todos os tipos de canto difônico envolvem uma voz gutural, nem todos os casos de voz gutural possuem claras manipulações dos harmônicos.
- Canto de subharmônicos,[16] isto é, técnicas que compreendem sons subharmônicos, geradas pelas vibrações combinadas de partes do aparelho de canto em uma certa frequência e frequências que correspondem a divisões inteiras de tal frequência, como 1: 2, 1: 3 e 1 : 4 proporções.[8]
- Voz diplofônica, isto é, técnicas que consistem em partes do aparelho de canto vibrando em proporções não inteiras, são geralmente consideradas como associadas a processos patológicos - veja diplofonia .[17]
- Voz de growl ou growling- consiste em uma técnica que utiliza estruturas do aparelho vocal localizadas acima da laringe, vibrando ao mesmo tempo que as pregas vocais, principalmente as ariepiglóticas.[18]
- Vocal Fry,[19] uma técnica associada ao registro pulsátil ou do vocal fry.

## Exemplos de áudio
- Kargyraa.mp3
- Khoomei.mp3
- Amostras de som, de Leonardo Fuks, no Royal Institute of Technology, Suécia.